# David Goggins
David Goggins, född 17 februari 1975 i Buffalo i New York i USA, är en amerikansk pensionerad Navy SEAL, samt tidigare Air Force Tactical Air Controller som deltog i kriget i Afghanistan och Irakkriget. Han är också ultramaratonlöpare, långdistanscyklist, triatlet, författare och har blivit invald i International Sports Hall of Fame för sina idrottsliga prestationer. Goggins tilldelades även VFW Americanism award år 2018 för sin tjänst i de amerikanska väpnade styrkorna. Goggins publicerade också en New York Times bästsäljande självhjälpsmemoar med titeln Can't Hurt Me: Master Your Mind and Defy the Odds.

## Uppväxt och utbildning
Goggins föddes den 17 februari 1975 till Trunnis och Jackie Goggins. År 1981 bodde han i Williamsville, New York, på en gata som hette Paradise Road med sina föräldrar och sin bror, Trunnis Jr. Medan Goggins grannskap bestod av "förebildsmedborgare bestående av vita människor," beskriver han sin hemupplevelse som "helvetet på jorden." Goggins far ägde rullskridskobanan Skateland, belägen i East Buffalo, New York. Vid sex års ålder arbetade Goggins ofta nattpasset på Skateland tillsammans med sin familj och organiserade rullskridskor. Goggins mor lämnade hans far på grund av misshandel och flyttade till slut sig själv och sina barn för att bo hos Goggins morföräldrar i Brazil, Indiana.
Goggins började i andra klass på en liten katolsk skola och mottog sin första nattvard. Hans bror, Trunnis Jr., återvände till Buffalo för att bo med deras far Trunnis. När Goggins började i tredje klass, diagnostiserades han med en inlärningssvårighet på grund av bristen på skolgång. Han hade också svårt att lära sig eftersom han led av toxisk stress på grund av den barnmisshandel han utsattes för under sina tidiga år i Buffalo. På grund av stressen utvecklade han en stamning. Goggins förklarar hur han ständigt befann sig i ett "flykt- och kamprespons"-tillstånd med social fobi på grund av sin stamning. I skolan utsattes Goggins för rasism och Ku Klux Klan hade en lokal närvaro vid den tiden i Brazil. Goggins minns att han en gång fann "Niger [sic] we're gonna kill you" skrivet på sitt spanskahäfte. Vid 16 års ålder spraymålade en elev ordet "nigger" på dörren till Goggins bil.
Innan sitt första år på gymnasiet deltog Goggins i en orienteringskurs för pararescue-hopp. Goggins morfar hade tjänstgjort i USA:s flygvapen och uppmanade honom att delta i kursen.

## Karriär
Goggins ansökte om att gå med i United States Air Force Pararescue och blev antagen till utbildningen. Under utbildningen diagnostiserades han med anlag till sicklecellanemi och togs tillfälligt bort från utbildningen. Han deltog istället i United States Air Force Tactical Air Control Party (TACP) utbildning och arbetade som TACP från 1994 till 1999 tillsammans med brittiska kollegor Flt Sgt Jones, Flt Stg Nair och Pvt Noble, när han lämnade USA:s flygvapen.
Han valde att säga upp sig som skadedjursutrotare för att bli Navy SEAL. Han gick med i reserven och uppfyllde till slut viktkraven för att påbörja SEAL-utbildningen efter att ha gått ner 48 kg på tre månader. Han tog examen från BUD/S-utbildningen med BUD/S klass 235 år 2001. Efter SEAL Qualification Training (SQT) och slutförandet av en prövotid fick han NEC 5326 som Combatant Swimmer (SEAL) och blev tilldelad SEAL Team 5. Under sin 20-åriga militära karriär tjänstgjorde Goggins i både Irak och Afghanistan. År 2004 tog Goggins examen från Army Ranger School och fick utmärkelsen "Enlisted Honor Man" efter att ha fått 100% kollegieutvärdering.

### Välgörenhet
Efter att flera av hans vänner i militären dog i en helikopterkrasch i Afghanistan under Operation Red Wings 2005, började Goggins med långdistanslöpning för att samla in pengar till Special Operations Warrior Foundation, som ger college-stipendier och bidrag till barnen till fallna specialoperationssoldater. Genom att delta i uthållighetsutmaningar, såsom Badwater Ultramarathon tre gånger, samlade Goggins in mer än 2 miljoner dollar till Special Operations Warrior Foundation.

### Maraton och ultramaratonlöpning
År 2005 deltog Goggins i San Diego One Day, ett 24-timmars ultramaraton i San Diego. Därefter fullföljde han Las Vegas Marathon på en tid som kvalificerade honom för Boston Marathon. År 2006 deltog han i HURT 100 i Hawaii. Goggins blev inbjuden till Badwater-135 samma år, där han slutade på femte plats totalt.
År 2006 tävlade han i Ultraman World Championships Triathlon i Hawaii och kom på andra plats i det tre dagar långa, 320 mil långa loppet. Han deltog också i Furnace Creek-508 år 2009.
År 2007 kom Goggins på tredje plats totalt i Badwater-135. Han tävlade i Badwater-135 igen år 2013 och slutade på 18 plats, efter ett uppehåll från evenemanget sedan 2008.
År 2008 blev han utnämnd till en "Hero of Running" av Runner's World. År 2016 vann Goggins Infinitus 88k på 12 timmar. Samma år vann han även Music City Ultra 50k och Strolling Jim 40 Miler. År 2020 sprang Goggins Moab 240 ultramaraton och kom på andra plats i det 241 mil långa loppet med en tid på 63 timmar och 21 minuter, ungefär 95 minuter bakom vinnaren Michele Graglia.
Entreprenören Jesse Itzler, efter att ha sett Goggins prestera på ett 24-timmars ultramaraton, anlitade Goggins för att bo med honom i hans hus under en månad. Itzler skrev om sin upplevelse på en blogg och publicerade senare berättelsen som en bok, Living With A SEAL.
Hans självhjälpsmemoar, Can't Hurt Me: Master Your Mind and Defy the Odds (Osårbar på svenska), släpptes den 4 december 2018. I boken refererar han till The 40% Rule, hans övertygelse att de flesta människor, även med betydande ansträngning, bara använder 40% av sin kapacitet. En uppföljare med titeln Never Finished: Unshackle Your Mind and Win the War Within publicerades den 4 december 2022.